# Ilice di Carrinu
L'Ilice di Carrinu (o Ìlici dû Pantanu) è un albero di leccio (Quercus ilex), ubicato ad un'altezza di 937 m s.l.m. nel Parco dell'Etna (Zona B) in territorio del comune di Zafferana Etnea (CT) su suolo vulcanico e contornato da un noccioleto. È sicuramente il leccio più vetusto dell'Etna: l'età stimata è di oltre 700 anni.
Nel 1982 il Corpo forestale dello Stato lo ha inserito nel patrimonio italiano dei monumenti verdi, forte di 22.000 alberi di notevole interesse, ed evidenziato tra i soli 150 di eccezionale valore storico o monumentale.

## Etimologia
In lingua siciliana il leccio mantiene il nome latino di ilice. L'appellativo di "Carrinu" ricorda quello di un vecchio proprietario del fondo (Carlo, ma confidenzialmente Carlino) in cui la pianta insiste. Questa pianta è nota anche come "Ilice dû Pantanu" per l'antica presenza di una zona umida nelle sue adiacenze.

## Descrizione
Si tratta di un magnifico leccio, dal caratteristico fogliame di colore verde scuro, che espande su un possente tronco un'imponente architettura di lunghi rami che a valle lambiscono il suolo mentre a monte si stagliano su una diruta casetta in pietra lavica. Nel corso dei secoli l'"Ilice di Carrinu" ha resistito sia all'avanzare delle colate laviche che hanno distrutto intere foreste che alle intemperie. A circa 2,60 m di altezza il fusto porta quattro grosse branche che costituiscono una struttura complessa e armonica; tale struttura sorregge una grande chioma globosa che copre una superficie di circa 650 m². I lunghi rami, modellati dalla forza del vento, hanno una forma elicoidale e si appoggiano sul terreno. L'ampia ceppaia evidenzia lunghe radici nodose che si addentrano saldissime nel suolo vulcanico. È uno dei patriarchi verdi dell'Etna oltre che uno degli alberi più belli e affascinanti tra quelli presenti sul vulcano.
L'ilice può essere raggiunto da un sentiero pedonale che inizia a monte dell'abitato di Zafferana Etnea, dalla contrada denominata Dagalone, e da una pista di proprietà del Corpo Forestale che si diparte dalla borgata Caselle, nel comune di Milo. Nei pressi dell'albero ci sono due edifici rurali ed una cisterna.

## Misure
Le dimensioni sono impressionanti, con un'altezza di oltre 20 metri, un diametro delle fronde di circa 30 metri ed una circonferenza alla base di quasi 5 m e ben 10 alla ceppaia.

### Altri alberi secolari etnei
- Castagno dei Cento Cavalli
- Castagno Nave